# 蔡亦竹
蔡 亦竹（サイ イジュ、1975年4月4日 - ）は、中華民国の学者。中国文化大学卒業、筑波大学大学院国際地域研究専攻修士、同大学歴史人類学博士。民俗学、人類学を専門とし、大学院時代の指導教官は古家信平。現在、実践大学応用日本語学科助教授。

## 著書
- 《表裏日本：民俗學者的日本文化掃描》（台北：遠足文化，2016）
- 《風雲京都：京都世界遺產的文化人類學巡檢》（台北：遠足文化，2017）